# Boston Marathon 1996
De Boston Marathon 1996 werd gelopen op maandag 15 april 1996. Het was de 100e editie van de Boston Marathon. De Keniaan Moses Tanui kwam als eerste over de streep in 2:09.16. De Duitse Uta Pippig won bij de vrouwen in 2:27.13.

## Uitslagen

### mannen
| rang   | naam                    | land | tijd    |
| ------ | ----------------------- | ---- | ------- |
| Goud   | Moses Tanui             | KEN  | 2:09.16 |
| Zilver | Ezekiel Bitok           | KEN  | 2:09.26 |
| Brons  | Cosmas Ndeti            | KEN  | 2:09.51 |
| 4      | Lameck Aguta            | KEN  | 2:10.03 |
| 5      | Sammy Lelei             | KEN  | 2:10.11 |
| 6      | Abebe Mekonnen          | ETH  | 2:10.21 |
| 7      | Charles Tangus          | KEN  | 2:10.28 |
| 8      | Paul Yego               | KEN  | 2:10.49 |
| 9      | Carlos Grisales         | COL  | 2:11.17 |
| 10     | Steve Moneghetti        | AUS  | 2:11.17 |
| 11     | Luíz Antônio dos Santos | BRA  | 2:11.49 |
| 12     | Gilbert Rutto           | KEN  | 2:12.29 |
| 13     | Andrés Espinosa         | MEX  | 2:13.05 |
| 14     | Samson Maritim          | KEN  | 2:13.13 |
| 15     | Jan Huruk               | POL  | 2:13.14 |
| 16     | João Lopes              | POR  | 2:13.15 |
| 17     | Simon Lopuyet           | KEN  | 2:14.34 |
| 18     | Eric Kimaiyo            | KEN  | 2:14.37 |
| 19     | Andre-Luis Ramos        | BRA  | 2:14.51 |
| 20     | Tumo Turbo              | ETH  | 2:14.59 |

### Vrouwen
| rang   | naam                  | land | tijd    |
| ------ | --------------------- | ---- | ------- |
| Goud   | Uta Pippig            | GER  | 2:27.13 |
| Zilver | Tegla Loroupe         | KEN  | 2:28.37 |
| Brons  | Nobuko Fujimura       | JPN  | 2:29.24 |
| 4      | Sonja Oberem          | GER  | 2:29.24 |
| 5      | Larisa Zyusko         | RUS  | 2:31.06 |
| 6      | Franziska Moser       | SUI  | 2:31.33 |
| 7      | Madina Biktagirova    | BLR  | 2:31.38 |
| 8      | Lorraine Moller       | NZL  | 2:32.02 |
| 9      | Alla Zhilyayeva       | RUS  | 2:33.27 |
| 10     | Valentina Enaki       | MDA  | 2:33.58 |
| 11     | Marcia Narloch        | BRA  | 2:34.27 |
| 12     | Salina Chirchir       | KEN  | 2:34.33 |
| 13     | Solange de Souza      | BRA  | 2:34.54 |
| 14     | Stefanija Statkuviene | LTU  | 2:36.42 |
| 15     | Lizanne Bussieres     | CAN  | 2:36.55 |
|        | Mieke Hombergen       | NED  | 2:41.55 |

1897 ·
1898 ·
1899 ·
1900 ·
1901 ·
1902 ·
1903 ·
1904 ·
1905 ·
1906 ·
1907 ·
1908 ·
1909 ·
1910 ·
1911 ·
1912 ·
1913 ·
1914 ·
1915 ·
1916 ·
1917 ·
1918 ·
1919 ·
1920 ·
1921 ·
1922 ·
1923 ·
1924 ·
1925 ·
1926 ·
1927 ·
1928 ·
1929 ·
1930 ·
1931 ·
1932 ·
1933 ·
1934 ·
1935 ·
1936 ·
1937 ·
1938 ·
1939 ·
1940 ·
1941 ·
1942 ·
1943 ·
1944 ·
1945 ·
1946 ·
1947 ·
1948 ·
1949 ·
1950 ·
1951 ·
1952 ·
1953 ·
1954 ·
1955 ·
1956 ·
1957 ·
1958 ·
1959 ·
1960 ·
1961 ·
1962 ·
1963 ·
1964 ·
1965 ·
1966 ·
1967 ·
1968 ·
1969 ·
1970 ·
1971 ·
1972 ·
1973 ·
1974 ·
1975 ·
1976 ·
1977 ·
1978 ·
1979 ·
1980 ·
1981 ·
1982 ·
1983 ·
1984 ·
1985 ·
1986 ·
1987 ·
1988 ·
1989 ·
1990 ·
1991 ·
1992 ·
1993 ·
1994 ·
1995 ·
1996 ·
1997 ·
1998 ·
1999 ·
2000 ·
2001 ·
2002 ·
2003 ·
2004 ·
2005 ·
2006 ·
2007 ·
2008 ·
2009 ·
2010 ·
2011 ·
2012 ·
2013 ·
2014 ·
2015 ·
2016 ·
2017 ·
2018 ·
2019 ·
2020 ·
2021 ·
2022